# Zurp Ahtamn
Zurp Ahtamn er en dansk mockumentary fra 1971 instrueret af Nils Vest og efter manuskript af Flemming Quist Møller og Nils Vest.

## Handling
Humoristisk kortfilm om sex. En tv-læge (Flemming Quist Møller) og en seksualetnografisk forsker fra universitet i Burduk (Christian Sievert) demonstrerer funktionen af et 'Zurp Ahtamn' (orgasmebælte). De får musikalsk assistance af pedel Kleinfeldt (Stig Møller).

## Medvirkende
- Flemming Quist Møller
- Christian Siewert
- Stig Møller
- Lise Sørensen